# Ukraińska Rada Ludowa Preszowszczyzny
Ukraińska Rada Ludowa Preszowszczyzny, ukr. Українська Народна Рада Пряшівщини (UNRP) – ukraińska organizacja polityczno-społeczna w Czechosłowacji, utworzona 1 marca 1945 w Preszowie.
Rada została utworzona na zjeździe delegatów ukraińskich wsi i okręgów Preszowszczyzny. Początkowo Rada wspierała opcję przyłączenia Preszowszczyzny do zaanektowanego przez ZSRR Zakarpacia, później pogodziła się z przyłączeniem Preszowszczyzny do Czechosłowacji, skupiając się na obronie praw mniejszości ukraińskiej. Starania UNRP o jej prawne uznanie jako reprezentacji mniejszości ukraińskiej, oraz o narodowo-kulturalną autonomię nie odniosły sukcesu, jednak UNRP została de facto uznana zarówno przez Tymczasowe Zgromadzenie Narodowe w Pradze (do czerwca 1946), jak i później przez Słowacką Radę Narodową, otrzymując w latach 1945–1948 5 miejsc w tymczasowym parlamencie czechosłowackim i następnie w Słowackiej Radzie Narodowej.
Organem UNRP był tygodnik Priasziwszczyna (1945-1951). Przewodniczącym Rady był Wasyl Karaman, generalnym sekretarzem Iwan Rohal-Ilkiw, a głównymi działaczami Wasyl Kapiszowski, Peter Babej, Peter Żydowski, Viktor Zavacky, Gabriel Michalič, Igor Levkanič, D. Rojkowycz, S. Bunhanycz.
Po komunistycznym zamachu stanu w 1948 UNRP była coraz bardziej marginalizowana, w końcu w 1951 zaprzestała działalności, a 11 grudnia 1952 została decyzją Prezydium UNRP rozwiązana. Na jej miejsce komunistyczne władze utworzyły Kulturalny Związek Ukraińskich Pracujących w Czechosłowacji.